# It turns me inside out
It turns me inside out is de debuutsingle van de Amerikaanse countryzanger Lee Greenwood uit 1981. De single bereikte nummer 17 in de Hot Country Songs; op de B-kant staat het nummer Thank you for changing my life. Beide nummers komen ook voor op het album Inside and out. De schrijver ervan is Jan Crutchfield; de B-kant werd door Greenwood zelf geschreven. De productie lag in handen van Jerry Crutchfield.
Joe Simon bracht in 1985 een cover uit op een single, maar had daar geen hit mee. Verder verscheen het op albums van Conway Twitty (Southern comfort, 1982), The Cats (Third life, 1983), The Seldom Scene (At the scene, 1983), Willie Nelson (City of New Orleans, July 1984), Kenny Rogers (Love is what we make it, 1985) en Kelly Lang en Lee Greenwood (Throwback, 2015).